# Sporta Open
Die Sporta Open sind ein jährlich stattfindendes Squashturnier für Herren, das in Guatemala stattfindet und Teil der PSA World Tour ist. Es wird seit 2008 als Profiturnier im Sporta Club in Santa Catarina Pinula ausgetragen und gehört aktuell zur Kategorie PSA 50 mit einem Gesamtpreisgeld in Höhe von 52.500 US-Dollar.
Rekordsieger ist Miguel Ángel Rodríguez, der viermal das Turnier gewann (2009, 2013, 2018, 2019).

## Sieger
| Jahr | Sieger                 | Finalgegner       | Ergebnis                      |
| ---- | ---------------------- | ----------------- | ----------------------------- |
| 2019 | Miguel Ángel Rodríguez | Diego Elías       | 10:12, 13:11, 11:5, 11:9      |
| 2018 | Miguel Ángel Rodríguez | Diego Elías       | 11:7, 11:5, 11:6              |
| 2017 | Mohamed Abouelghar     | Zahed Mohamed     | 11:6, 11:5, 11:3              |
| 2016 | Borja Golán            | César Salazar     | 11:8, 13:11, 11:4             |
| 2015 | Omar Mosaad            | César Salazar     | 11:5, 8:11, 11:7, 11:6        |
| 2014 | Marwan Elshorbagy      | Shawn Delierre    | 11:7, 11:8, 11:7              |
| 2013 | Miguel Ángel Rodríguez | Stephen Coppinger | 11:5, 9:11, 11:8, 11:0        |
| 2012 | César Salazar          | Arturo Salazar    | 11:4, 11:2, 11:4              |
| 2011 | Arturo Salazar         | Eric Gálvez       | 14:12, 11:8, 11:2             |
| 2010 | Arturo Salazar         | Eric Gálvez       | 11:2, 11:9, 6:11, 10:12, 11:6 |
| 2009 | Miguel Ángel Rodríguez | Eric Gálvez       | 7:11, 11:8, 11:2, 11:2        |
| 2008 | José Ángel Becerril    | César Salazar     | 12:10, 11:6, 6:11, 5:11, 11:7 |